# 白雨斑下美鮨
白雨斑下美鮨，為輻鰭魚綱鱸形目鱸亞目鮨科的其中一種，分布於中東太平洋的夏威夷群島及強斯頓環礁海域，棲息深度可達20-380公尺，體長可達122公分，為底棲性魚類，屬肉食性，以魚類、甲殼類等為食，可做為食用魚、遊釣魚及觀賞魚。

## 擴展閱讀
維基物種上的相關：白雨斑下美鮨